# Marland Pratt Billings
Marland Pratt Billings (11 mars 1902 - 9 octobre 1996) est un géologue structural américain, professeur de géologie à l'Université Harvard pendant presque toute sa carrière, entre 1930 et sa retraite avec le statut émérite en 1972. Il a également enseigné pendant une courte période au Collège Bryn Mawr.

## Biographie
Billings fait ses études à la Roxbury Latin School. Il obtient son AB (1923), son AM (1925) et son doctorat (1927) de l'Université Harvard.
Dans les années 1950, Billings étudie la géologie de certains des tunnels rocheux en cours de construction dans la région de Boston par la Metropolitan District Commission pour l'approvisionnement en eau et l'évacuation du drainage. Il étudie également la géologie de nombreuses régions du monde, dont l'Islande, le Japon et l'Australie.
Marland est marié à Katharine Fowler-Billings (en), une naturaliste et géologue.
Il est membre de l'Académie américaine des arts et des sciences (1938), membre de l'Académie nationale des sciences des États-Unis et reçoit la médaille Penrose en 1987.
Marland Billings est décédé le 9 octobre 1996 à Peterborough, New Hampshire, à 94 ans.